# Орден Совершенного согласия
Орден Совершенного согласия (фр. Ordre de l'Union Parfaite, дословно: Орден Совершенного (брачного) союза), также орден Верности (фр. Ordre de la Fidélité) — упразднённая королевская награда Дании. Создан супругой короля Софией Магдаленой 7 августа 1732 года в ознаменования десятой годовщины брака с Кристианом VI. Девизом ордена было «in felicissimæ Unionis Memoriam» («В ознаменование счастливейшего (семейного) союза»). Девиз был латинским, название ордена — французским, что отражало вкусы тогдашней Европы. Орден имел одну степень, королева была его великим магистром. Орденом могли награждаться и мужчины и женщины. Мужчины носили его в петлице, женщины — на банте, и те и другие — на левой стороне груди. Орден перестал вручаться после смерти королевы 7 мая 1770 года. 

## Внешний вид
Знак ордена представлял собой крест белой эмали, каждый конец которого был увенчан золотой короной. Между концами креста были помещены два золотых льва, символизирующих Норвегию, которая тогда входила в состав Дании, и два эмалированных орла, символизировавших Бранденбург, откуда происходила королева. В центре креста находился овал синей эмали, окружённый бриллиантами, с вензелем короля и королевы, увенчанном короной. Лента была тёмно-синей, имела по краям по одной тонкой серебряной полосе. На сохранившихся экземплярах лента выцвела от времени, но на портретах можно видеть оригинальный цвет.

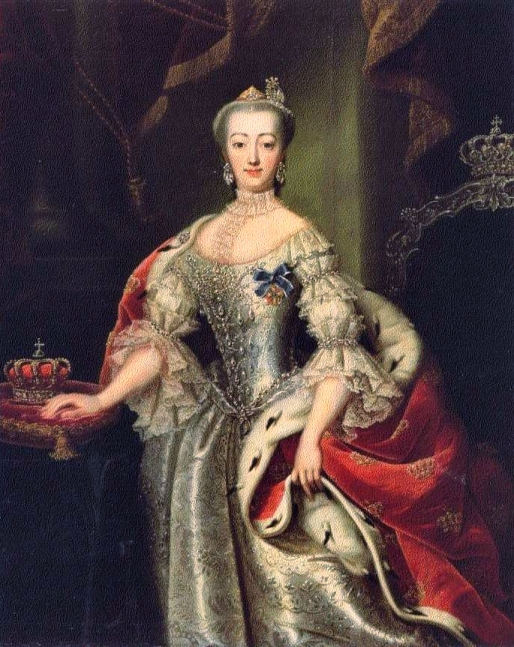
Портрет королевы Софии Магдалены со знаком ордена. Виден оригинальный цвет ленты.